# Odette Mistoul
Odette Mistoul, po mężu Kingbou (ur. 22 lutego 1959) – gabońska lekkoatletka, która specjalizowała się w pchnięciu kulą.
W roku 1984 uczestniczyła w igrzyskach olimpijskich, które odbywały się w Los Angeles. W konkursie pchnięcia kulą z wynikiem 14,59 zajęła ostatnie, trzynaste, miejsce. Bez powodzenia startowała w mistrzostwach świata w Helsinkach (1983). Czterokrotna medalistka mistrzostw Afryki - w swoim dorobku ma trzy złota i jeden brąz. Rekord życiowy: 15,51 (15 lipca 1984, Rabat).